# Issogne
Issogne  egy olasz község Valle d'Aosta régióban.

## Elhelyezkedése

Issogne község Valle d'Aosta térképén

Szomszédos települések :Arnad, Champdepraz, Champorcher, Pontboset és Verrès.
La Salle folyója a Dora Baltea.

## Látnivalók
- Issogne reneszánsz kastélya, amely fénykorában Luxemburgi Zsigmondot is vendégül látta.
- a román stílusú Saint-Solutor templom